# Homochlodes fritillaria
Homochlodes fritillaria är en fjärilsart som beskrevs av Achille Guenée 1858. Homochlodes fritillaria ingår i släktet Homochlodes och familjen mätare. Inga underarter finns listade i Catalogue of Life.